# Qualifikationskonflikt
Von einem Qualifikationskonflikt spricht man im internationalen Steuerrecht wenn zwei Staaten, die ein Doppelbesteuerungsabkommen (DBA) abgeschlossen haben, einen steuerpflichtigen Tatbestand im jeweiligen nationalen Steuerrecht unterschiedlich regeln.
Die Steuerpflicht beurteilt sich nach den nationalen Vorschriften der einzelnen Staaten. Wird dabei sowohl im ersten als auch im zweiten Staat eine Steuerpflicht bejaht, kann es zur sog. Doppelbesteuerung kommen. Um dies zu vermeiden, schließen die Staaten untereinander ein Doppelbesteuerungsabkommen ab.
Da das Doppelbesteuerungsabkommen aber keine Steuerpflicht begründet, sondern lediglich die Steuererhebungskompetenz entweder dem einen oder dem anderen Staat zubilligt, kann eine unterschiedliche Beurteilung von steuerpflichtigen Vorgängen zur Anwendung unterschiedlicher Artikel des DBA führen.

## Arten
Es wird zwischen Subjektqualifikationskonflikten und Objektqualifikationskonflikten unterschieden.
Bei Subjektqualifikationskonflikten sind sich die Vertragsstaaten nicht einig, wer besteuert werden soll. Beispielsweise beteiligt sich an einer deutschen Personengesellschaft ein spanischer Mitgesellschafter. Nach deutschem Recht ist eine Personengesellschaft transparent und ihre Gewinne werden auf der Ebene der Gesellschafter besteuert. Damit will der deutsche Fiskus den Gewinnanteil des spanischen Mitgesellschafters in Deutschland besteuern. Spanien dagegen qualifiziert die Personengesellschaft als eine Körperschaft, so dass nach spanischem Recht die Personengesellschaft selbst besteuert werden soll, die Gewinnbeteiligung des spanischen Mitgesellschafters dagegen in Spanien zu versteuern ist.
Bei Objektqualifikationskonflikten sind sich die Vertragsstaaten nicht einig, was besteuert werden soll. Im obigen Beispiel will der deutsche Fiskus an die gewerbliche Tätigkeit anknüpfen und damit den entsprechenden Artikel im DBA anwenden. In Spanien knüpft man dagegen an die Dividendenbesteuerung an und damit an den Dividendenartikel.